# Vernoniopsis
Vernoniopsis é um género botânico pertencente à família Asteraceae.